# Civita Castellana

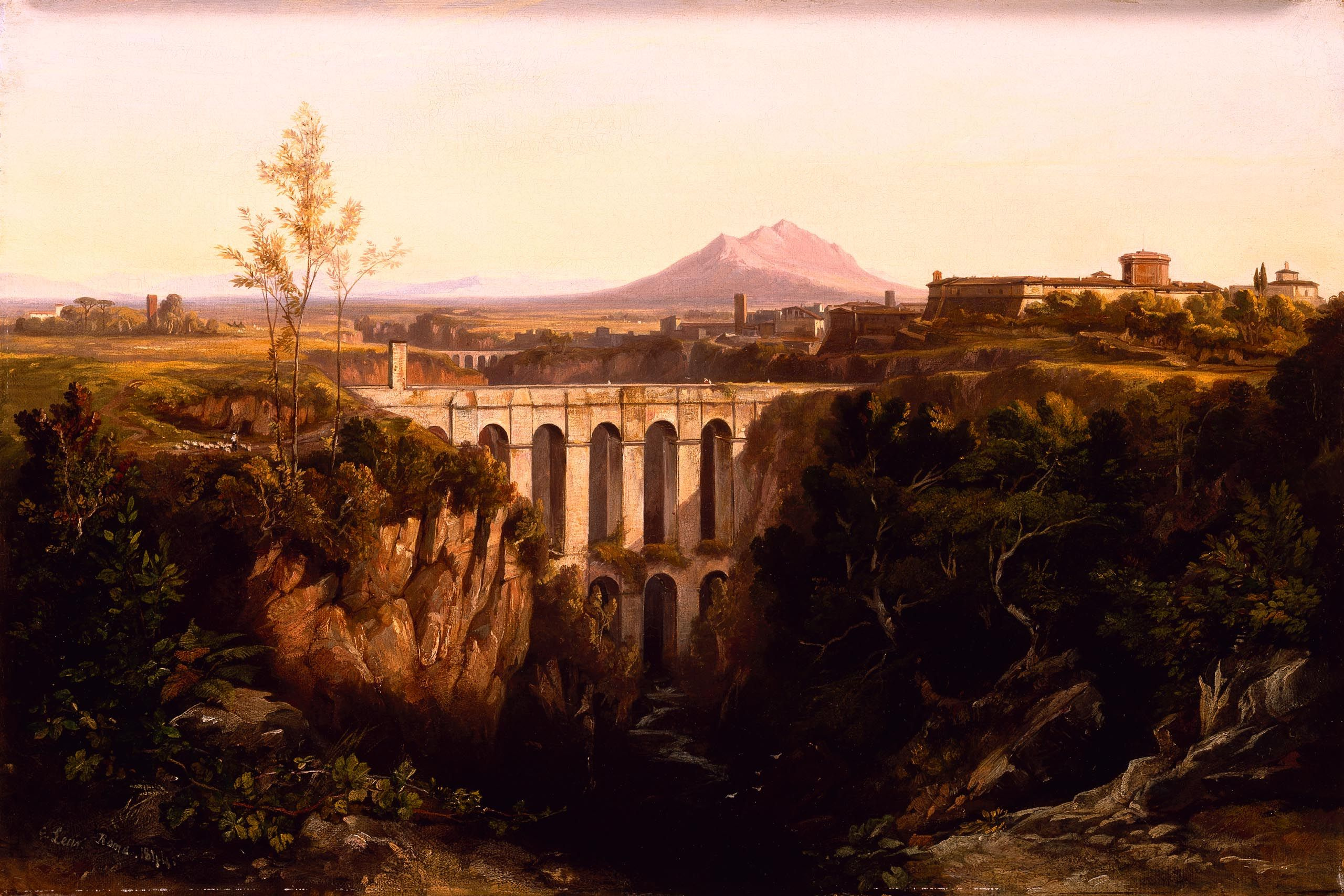
Civita Castellana (1844, Gemälde von Edward Lear)

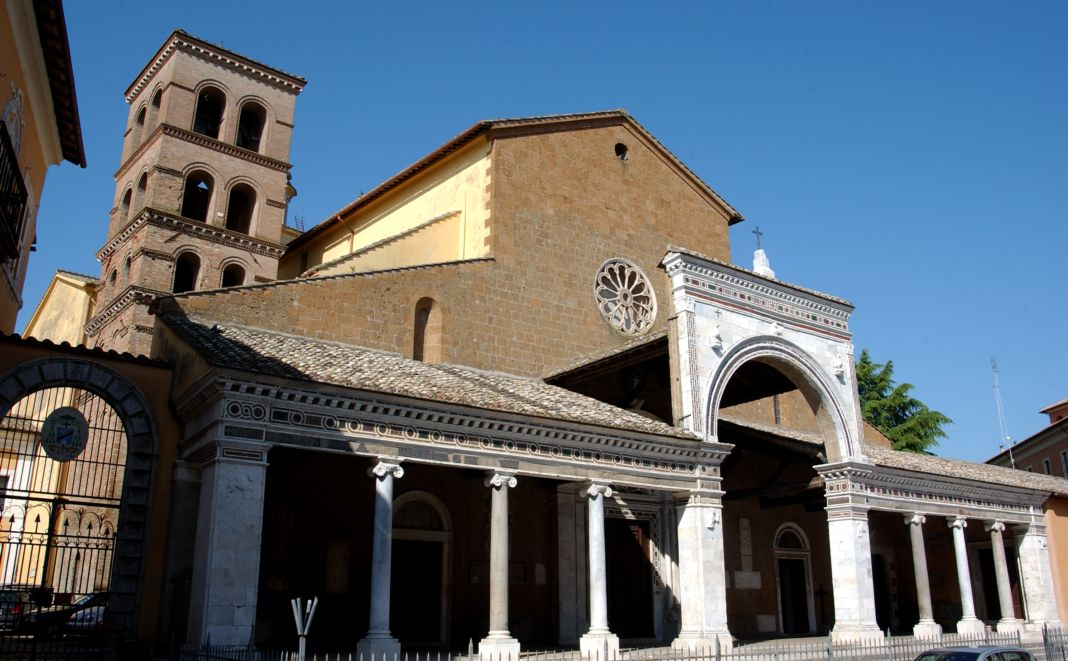
Kathedrale Santa Maria

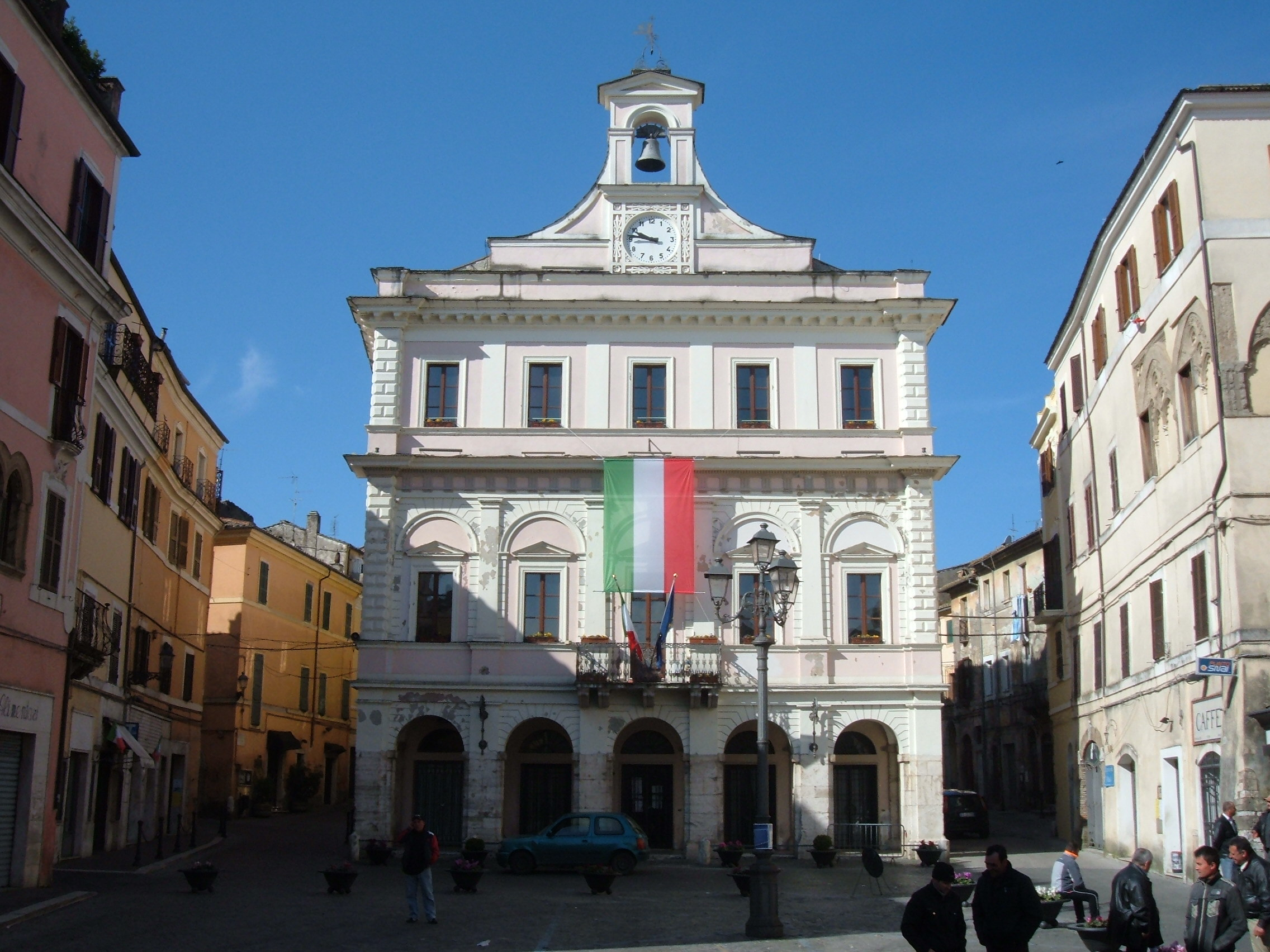
Civita Castellana, Rathaus

Civita Castellana ist eine italienische Stadt mit 15.143 Einwohnern (Stand 31. Dezember 2023) in der Provinz Viterbo in der Region Latium. Sie ist Sitz des römisch-katholischen Bistums Civita Castellana.

## Geographie
Civita Castellana liegt 56 km nördlich von Rom und 36 km südöstlich von Viterbo. Das Gemeindegebiet erstreckt sich vom Tiber bis ins vulkanischen Hügelland der Ausläufer der Monti Cimini. Die Altstadt befindet sich auf einem Felsplateau, das über den tief eingeschnittenen Tälern des Rio Maggiore und des Rio Filetto liegt, kurz bevor diese in den Treja münden.
Zur Gemeinde gehören die Ortsteile Quartiere Catalano, Paolelli, Sassacci und Borghetto.
Die Nachbarorte sind Castel Sant’Elia, Collevecchio (RI), Corchiano, Fabrica di Roma, Faleria, Gallese, Magliano Sabina (RI), Ponzano Romano (RM), Sant’Oreste (RM).

### Verkehr
Civita Castellana liegt 11 km von der Ausfahrt Magliano Sabina an der Autobahn A1 Autostrada del Sole entfernt. Die Strada statale 3 Via Flaminia führt östlich der Kernstadt durch die Ortsteile Sassacci und Borghetto.
Es hat einen Bahnhof im Ortsteil Borghetto an der Bahnstrecke Florenz–Rom. An der Bahnstrecke Roma Flaminio–Viterbo liegen die Stationen Catalano, Civita Castellana und Pian Paradiso.

## Geschichte
Civita Castellana entstand an der Stelle der alten Falerii Veteres, der Hauptstadt der Falisker, einem Stamm, der dem etrurischen Bund gegen Rom angehörte.
| Jahr      | 1881  | 1901  | 1921  | 1936  | 1951   | 1971   | 1991   | 2001   | 2011   | 2021   |
| --------- | ----- | ----- | ----- | ----- | ------ | ------ | ------ | ------ | ------ | ------ |
| Einwohner | 4.172 | 5.216 | 6.004 | 8.622 | 11.276 | 14.548 | 15.454 | 15.219 | 15.596 | 15.416 |

Quelle: ISTAT

## Sehenswürdigkeiten
- Die Kathedrale Santa Maria Maggiore, Hauptkirche des Bistums Civita Castellana, ist wegen ihrer Kosmatenarbeiten berühmt.
- Das Forte Sangallo wurde von Antonio da Sangallo im Auftrag von Papst Alexander VI. erbaut. In ihm ist seit 1977 das Museo dell’Agro Falisco mit Funden der Falisker untergebracht.

## Politik
Gianluca Angelelli (PD) wurde im Juni 2009 zum Bürgermeister gewählt. Sein Mitte-links-Bündnis stellt auch mit 13 von 20 Sitzen die Mehrheit im Gemeinderat.
Er löste Massimo Giampieri (PdL) (seit 1999) ab, der nicht mehr kandidierte.

## Söhne und Töchter der Stadt
- Angelus Geraldini (1422–1486), römisch-katholischer Geistlicher, Diplomat im Dienste der Päpste und der Krone von Aragon
- Domenico Mazzocchi (1592–1665), Komponist des Barock
- Virgilio Mazzocchi (1597–1646), Kapellmeister und Komponist
- Giuseppe Colasanti (1846–1903), Physiologe und Pharmakologe
- Sergio Caprari (1932–2015), Boxer, Gewinner der Silbermedaille bei den Olympischen Spielen in Helsinki
- Paolo Bonacelli (* 1939), Schauspieler